# 长尾山雀科
长尾山雀科（学名：Aegithalidae）是鸟纲雀形目的一科，分布于北半球的森林地带，除丛山雀分布在北美洲外，其余物种均分布于欧亚大陆。雌雄同型，主要取食昆虫或其卵和幼虫，冬季也取食植物的果实和种子。该科过去曾被视为山雀科的一部分。

## 下属物种
分为3属13种：

### 长尾山雀属（Aegithalos）
- 银脸长尾山雀 （Aegithalos fuliginosus）
- 银喉长尾山雀（Aegithalos glaucogularis）
- 黑头长尾山雀 （Aegithalos iouschistos）
- 黑眉长尾山雀 （Aegithalos bonvaloti）
- 缅甸长尾山雀 （Aegithalos sharpei）
- 白颊长尾山雀 （Aegithalos leucogenys）
- 白喉长尾山雀（英语：White-throated bushtit） （Aegithalos niveogularis）
- 北长尾山雀 （Aegithalos caudatus）
- 红头长尾山雀 （Aegithalos concinnus）
- 侏长尾山雀（英语：Pygmy bushtit）  （Aegithalos exilis）该物种原为单独的侏长尾山雀属（Psaltria）

### 丛山雀属（Psaltriparus）
- 丛山雀（英语：American bushtit） （Psaltriparus minimus）中国大陆称为短嘴长尾山雀

### 雀莺属（Leptopoecile）
- 凤头雀莺 （Leptopoecile elegans）
- 花彩雀莺 （Leptopoecile sophiae）